# Александр
Алекса́ндр (др.-греч. ἀλέξω «защищать», ἀνήρ (р.п. ἀνδρός) «мужчина») — мужское личное имя греческого происхождения. Является одним из популярных имён в русском ономастиконе, имеет устойчивую популярность. Женская форма имени — Алекса́ндра.
Наряду с христианскими месяцесловами, имя включено и в свод еврейских имён как дань благородству и милосердию Александра Македонского, проявленному при завоевании им Святой Земли. В мусульманских странах распространено имя Искандер, происходящее от имени Александра Македонского.
На Русь принесено вместе с христианством из Византии. По утверждению В. А. Никонова, особенно популярным имя стало после побед Александра Невского над немецкими рыцарями.
Имя Александр имело различные варианты, но впоследствии их использование прекратилось: Алексан, Лексан, Олексан, Олександр, Олексант, Олехан, Алехан, Алехну. В разговорной речи сочетание имя и отчество имеет усечённый вид: Александр Александрович → Сан Саныч.
От имени Александр и его вариантов было образовано более 70 фамилий: Александров, Алексанов, Алексахин, Оленичев, Алёнов, Ленцов, Ленков, Санков, Сахнов, Сашков, Сахнин, Сашин и другие.

## Именины
Православная церковь (григорианский календарь)
- 8 января, 10 января, 14 января, 17 января, 31 января
- 7 февраля, воскресенье после 7 февраля (собор новомучеников и исповедников российских), 17 февраля, 19 февраля, 20 февраля, 21 февраля
- 6 марта, 8 марта, 10 марта, 14 марта, 17 марта, 22 марта, 25 марта, 26 марта, 28 марта, 29 марта, 30 марта
- 9 апреля, 23 апреля, 27 апреля, 28 апреля, 30 апреля
- 3 мая, 4 мая, 24 мая, 26 мая, 27 мая, 29 мая
- 1 июня, 2 июня, 5 июня (собор ростовских святых), 8 июня, 11 июня, 20 июня, 22 июня, 23 июня, 26 июня, 27 июня, воскресенье 3-й недели по Пятидесятнице
- 6 июля, 10 июля, 16 июля, 19 июля (собор радонежских святых), 20 июля, 21 июля, 22 июля, 23 июля
- 2 августа, 7 августа, 11 августа, 14 августа, 24 августа, 25 августа, 27 августа, 29 августа
- 3 сентября, воскресенье перед 4 сентября (собор московских святых), 4 сентября, 9 сентября, 12 сентября, 13 сентября, 17 сентября, 20 сентября, 22 сентября, 26 сентября
- 3 октября, 4 октября, 5 октября, 9 октября, 11 октября, 13 октября, 14 октября, 25 октября, 30 октября
- 2 ноября, 3 ноября, 4 ноября, 5 ноября, 12 ноября, 13 ноября, 14 ноября, 16 ноября, 17 ноября, 20 ноября, 22 ноября, 23 ноября, 25 ноября, 27 ноября
- 2 декабря, 3 декабря, 6 декабря, 7 декабря, 8 декабря, 17 декабря, 22 декабря, 23 декабря, 25 декабря, 26 декабря, 28 декабря, 30 декабря[11].

Католическая церковь
30 января, 18 февраля, 26 февраля, 10 марта, 27 марта, 28 марта, 22 апреля, 24 апреля, 3 мая, 2 июня, 4 июня, 6 июня, 10 июля, 1 августа, 11 августа, 26 августа, 28 августа, 21 сентября, 5 октября, 11 октября, 17 октября, 22 октября, 9 ноября, 24 ноября, 12 декабря.